# 花井哲郎 (地球科学者)
花井 哲郎（はない てつろう、1924年3月13日 - 2007年10月26日）は、日本の地球科学者。専門は古生物学。神奈川県生まれ。

## 経歴
地理学者・花井重次（はない しげじ、1900年3月18日 - 1981年6月9日）の長男として生まれる。1943年に弘前高等学校へ入学、1945年に東京帝国大学理学部地学科地質学科に進学し、1948年に大学を卒業。卒業論文は三陸海岸の宮古層群の研究。卒業演習は中国中生代の貝形虫。2年間の大学院特別研究生を経て、燃料地質学講座の助手。1953年より3年間フルブライト交換留学生としてアメリカ・ルイジアナ州立大学に留学。H. V. Howe教授に貝形虫研究を学ぶ。1956年、ルイジアナ州立大学で博士の学位を取得。1961年5月、論文「日本産貝形類の研究」で東京大学より理学博士の学位を取得。1972年より東京大学理学部教授。1984年同定年退職、名誉教授となる。1985年国際オストラコーダ（貝形類）・シンポジウムを開催する。その後国立科学博物館研究員、1989年から1995年まで、大阪学院大学教授。2001年日本古生物学会賞（横山賞）受賞。この間、多くの教育研究機関の併任・非常勤講師などを務める。また日本古生物学会評議員・会長、日本学術会議古生物研究連絡委員会委員・委員長、日本学術会議地質科学総合研究連絡委員会委員などを歴任した。

## 研究業績など
化石を研究する古生物学は、日本では、1877年に東京大学の地質学教室創立とともに始まった。しかしながら、化石は地質時代の決定や堆積環境の推定のための道具であることが多く、化石そのものを進化の観点から研究することは、1970年代以降に盛んになった。欧米ではpaleobiologyと名付けられ、日本では進化古生物学と呼ばれた。進化古生物学は、欧米の学問を移入したというよりも、東京大学の花井哲郎や速水格らが模索して形成したところがある。花井は節足動物・甲殻類の貝形虫を材料にした。化石貝形虫の研究は、1920年代に石油地質学の一端として勃興したが、日本では石油探査の手段としての化石貝形虫の研究の要請はなかった。貝形虫の化石は雌雄がはっきりわかり、また脱皮するなど生物学的形質を多く有するので、進化古生物学の材料として好適と考えられた。
進化古生物学は、生物の進化を跡付けるものとして、生物学より早く1970年代には総合説を導入し、単一個体に基づく類型的研究が主だった従来の古生物学に「集団（個体群）」概念を導入することの重要性に気づき、自然史の復権をめざし、博物館に模式標本登録を義務付け、typology から脱却しようとした。進化古生物学の形成には、さまざまな意識改革、科学哲学の導入が伴っていた。ラウプ・スタンレー（著）『古生物学の基礎』の翻訳もその一つである。
1960年代に国際動物命名規約が確立し、日本でいち早く模式標本の登録を導入したのは、東京大学総合研究博物館である。同館では、標本と研究論文とラベルが一体となるようにして標本管理がなされている。これも花井・速水の努力による。
花井の貝形虫研究は卒業演習から始まる。日本の現生種および鮮新世、更新世の化石貝形虫種を分類・記載して東アジアの貝形虫研究の基礎を築いた。Treatise執筆や新属Spinileberisの提唱など、国際的に傑出した業績を挙げるとともに、次代の指導者となる後進を育成した。日本産貝形虫のチェックリスト、東南アジア産貝形虫チェックリスト、日本産貝形虫研究などを出版し、日本の貝形虫学は1985年と2001年の再度にわたり、日本で国際学会を開催するなど、世界の研究をリードするまでになった。
貝形虫の研究以外では、卒業論文以来、宮古産白亜紀化石の研究を継続し、ベレムナイト［矢石、頭足類］の形態を発生・機能の見地から解釈したユニークな研究がある。また、1978年に岩手県で日本初の恐竜化石を発見した一人でもある。大阪学院大学就職以後に書いた自然史を題材とする多くの含蓄に富むエッセイをまとめた著書『カイミジンコに聞いたこと』がある。

## エピソード
学生の頃、野外調査で使うハンマーを露頭に置き忘れることが多く、いつも「僕のトンカチは？」と尋ねていたため、「トンカチ」と渾名されていたが、その真意は、花井が非常に慎重な性格で、石橋を叩いて、叩き落としてしまうことにある、と周りの皆は思っていた。

## 著書
- 『カイミジンコに聞いたこと』どうぶつ社 2006、中公文庫、 2012年。ISBN 978-4-12-205686-2

翻訳
- D.M.ラウプ・S.M.スタンレー『古生物学の基礎』小西健二・速水格・鎮西清高共訳、どうぶつ社、1985年